# Viola hymettia
Viola hymettia — вид рослин з родини фіалкових (Violaceae), поширений на півдні Європи й на Кавказі.

## Опис
Стебла переважно розгалужені. Прикореневі листки і прилистки округлозубчасті. Чашолистки 4–6 мм, зелені чи залитий фіолетовим. Віночок 9–16 × 7–14 мм, кремово-жовтий, часто залитий фіолетовим. Шпора 3–4.1 мм, фіолетова або кремово-жовта, тупа.
Період цвітіння: (січень) лютий — квітень.

## Поширення
Поширений на півдні Європи (Португалія, Франція, Італія, Албанія, Греція, європейська Туреччина, Північна Македонія, Сербія, Румунія, Україна, Росія) й на Кавказі (Вірменія, Азербайджан, Грузія).
В Україні вид росте на крейді — на півдні Донецької обл. (Амвросіївський р-н).